# Reithrodontomys microdon
Reithrodontomys microdon és una espècie de mamífer rosegador de la família dels cricètids. Viu a Guatemala i Mèxic. Es tracta d'un animal semiarborícola. El seu hàbitat natural són els boscos montans amb abundància de falgueres, molsa i arbres caiguts. Està amenaçat per la destrucció del seu medi. El seu nom específic, microdon, significa ‘dent petita’ en llatí.